# بچ‌ورث
بچ‌ورث (به انگلیسی: Betchworth) یک روستا و محله مدنی در بریتانیا است که در Mole Valley واقع شده‌است. بچ‌ورث ۹٫۹۱ کیلومتر مربع مساحت و ۱٬۰۵۲ نفر جمعیت دارد.